# Let Your Love Out
Let Your Love Out è il primo album dell'attore e cantante Luke Benward, pubblicato nel 2009 dall'etichetta statunitense iShine Music.

## Tracce
1. Get Up – 3:19
2. Let Your Love Out – 2:45
3. Everyday Hero – 3:16
4. Higher Love – 3:30
5. Shine – 2:44

## Formazione

### Gruppo
- Luke Benward, voce
- Aaron Benward, chitarra, produzione, arrangiamento
- David Davidson, strumenti a corde
- Gregory Everett, chitarra
- Rob Hawkins, chitarra
- Paul Moak, chitarra
- Scott Christopher Murray, chitarra
- William Owsley III, chitarra
- Brandon Lozano, batteria
- Shaun Shankel, arrangiamento, basso, compositore, digital editing, ingegneria del suono, tastiere, produzione
- Will Jennings, compositore
- Joy Williams, compositore, cori
- Steve Winwood, compositore

### Produzione
- Brian Gocher, programmazione
- Buckley Miller, assistente, digital editing
- Susannah Parrish, design
- F. Reid Shippen, mixaggio